# Pax Mongolica
Pax Mongolica, cunoscut și sub numele de Pax Tatarica,  este un termen istoriografic modelat după expresia originală Pax Romana, ce descrie efectele stabilizării ale cuceririlor Imperiului Mongol asupra vieții sociale, culturale și economice ale locuitorilor din vastul teritoriu eurasiatic pe care mongolii l-au cucerit în secolele al XIII-lea și al XIV-lea. Termenul este folosit pentru a descrie comunicarea și comerțul oferit de  administrația unificată ce a contribuit la crearea de o perioadă de pace.
În teritoriile cucerite de Ginghis Han și succesorii săi, ce se întindeau din sud-estul Asiei până în Europa de est, lumea estică se unise cu lumea occidentală. Drumul mătăsii, care lega centrele comerciale din Asia și Europa, intrase sub singura dominație a Imperiului Mongol. În ciuda fragmentării politice a Imperiului Mongol în patru hanate (dinastia Yuan, Hoarda de Aur, Hanatul Chagatai, și Ilhanatul), după aproape un secol de cuceriri și războaire civile a urmat o perioadă de stabilitate relativă la începutul secolului al XIV-lea. Pax Mongolica s-a terminat odată cu dezintegrarea hanatelor și izbucnirea Morții Negre, ce ajunse în Europa din Asia prin căile comerciale create chiar în această perioadă.

## Legături externe
- „The Pax Mongolica”. The Pax Mongolica. Accesat în 13 octombrie 2009.